# Ulrich Dammann
Ulrich Dammann (* 1943) ist ein deutscher Datenschutzexperte. Er war Mitarbeiter beim Bundesbeauftragten für den Datenschutz und die Informationsfreiheit (BfDI) und zugleich einer von dessen Stellvertretern.
Dammann ist promovierter Rechtswissenschaftler. Er war beim BfDI zuletzt als Referatsleiter des für Europa und Internationales zuständigen Referats tätig. Daneben nimmt er Beratungstätigkeiten für die EU-Kommission und internationale Unternehmen wahr.
Dammann ist Moderator und Administrator des unter www.datenschutzforum.bund.de erreichbaren Datenschutz-Forums.

## Schriften
Als Autor
- Dammann et al.: Datenbanken und Datenschutz. Herder und Herder, 1974 (ISBN 3-585-32052-X)
- Data protection legislation: an internat. documentation, Metzner, 1977 (ISBN 3-7875-3005-3)
- Die Kontrolle des Datenschutzes: e. Unters. zur institutionellen Kontrolle d. Datenschutzes im öffentl. Bereich. Metzner, 1977 (ISBN 3-7875-3007-X)
- Mit Spiros Simitis: Dokumentation zum Bundesdatenschutzgesetz : Bund – Länder – Kirchen – Ausland und Internationales: Rechts- und Verwaltungsvorschriften, Entscheidungssammlung, Beschlüsse der Datenschutzaufsichtsinstanzen. Nomos, Loseblattsammlung, 1982 ff.
- Mit Spiros Simitis: EG-Datenschutzrichtlinie. Kommentar. Baden-Baden 1997 (ISBN 3-7890-4517-9)
- Mit Spiros Simitis: Bundesdatenschutzgesetz, Kommentar. Hrsg. von Spiros Simitis, 7. neu bearbeitete Auflage, Baden-Baden 2011 (ISBN 978-3-8329-4183-3)

Als Herausgeber
- GDD-Handtexte. Datakontext-Verlag, 1981 (ISBN 3-921899-38-9)
- Bundesdatenschutzgesetz, 8. erw. Aufl., Nomos, 2001 (ISBN 3-7890-7475-6)
- Mit Spiros Simitis: Datenschutzrecht : Texte zum Datenschutz. Nomos, 2005 (ISBN 3-8329-1112-X)